# Chef Aid
Chef Aid is de 27e aflevering van Comedy Centrals animatieserie South Park. Ze werd voor het eerst uitgezonden op 7 oktober 1998.

## Verhaal
Chef ontdekt dat de (fictieve) hitsingle Stinky Britches van Alanis Morissette een cover is van een nummer dat hij 20 jaar geleden heeft geschreven. Hij gaat daarom op bezoek bij de producer, in dienst van een 'grote platenmaatschappij', waar hij ervoor wil zorgen dat hij erkenning krijgt voor het componeren van het nummer. Ondanks een oude cassetteopname van Chefs versie, gaat de producer hiermee niet akkoord en klaagt Chef direct aan wegens laster. De producer huurt hiervoor Johnnie Cochran in, die door middel van 'Chewbacca-verdediging' de rechtszaak weet te winnen. Chef moet binnen 24 uur $2 miljoen betalen of gaat voor 4 jaar de gevangenis in. Om het geld bij elkaar te krijgen ziet hij geen andere oplossing dan zijn lichaam te verkopen aan alle vrouwen in South Park. Met het verdiende geld wil Chef niet de producer betalen, maar Johnnie Cochran inhuren, zodat deze de platenmaatschappij kan aanklagen.
Ondertussen is Mr. Garrison getuige van meerdere vreemde aanslagen op het 'leven' van Mr. Twig. Mr. Twig wordt onder andere gevonden in een pan kokend water en later in tweeën gebroken. Het blijkt dat Mr. Hat de schuldige is en het komt tot een handgemeen tussen Mr. Garrison en Mr. Hat, waardoor de eerste in het gevang belandt. Uiteindelijk leggen Mr. Garrison en Mr. Hat hun geschil bij.
De jongens proberen tegelijkertijd geld in te zamelen voor Chef door langs verschillende musici te gaan, die hun carrière min of meer aan Chef te danken hebben. Onder hen zijn Elton John, Meat Loaf en Rick James. Het komt uiteindelijk tot een benefietconcert voor Chef, maar de producent van de platenmaatschappij saboteert het evenement. Gelukkig beroert de hulp voor Chef Johnnie Cochran dusdanig, dat deze besluit de rechtszaak tegen de platenmaatschappij pro Deo te doen. Natuurlijk wint hij ook deze keer, door middel van de Chewbacca-verdediging en Chef wordt vermeld op het album als schrijver.

## Chewbacca-verdediging
De Chewbacca-verdediging is een fictieve retorische techniek, gehanteerd in Chef Aid, met als doel de jury in verwarring te brengen. Het is een parodie op de slotrede die Johnnie Cochran in zijn verdediging van O.J. Simpson gebruikte, tijdens het moordproces tegen Simpson. Tijdens die slotrede sprak Cochran de woorden: "If it doesn't fit, you must acquit." (In het Nederlands: "Als het niet past, moet je vrijspreken."), hierbij refererend aan eerdere gebeurtenissen in dat proces, waarbij Simpson van de openbaar aanklager een bebloede handschoen aan moest trekken, maar deze niet om zijn hand kreeg.
De term Chewbacca-verdediging werd een kleine internethype, regelmatig gebruikt als running gag op fora. Daarnaast pakte de pers de term op om de positie van Cochran in de popcultuur te beschrijven, en kwam de term terug in meerdere artikelen en boeken.

## Albumrelease
Het album Chef Aid: the South Park Album werd uitgebracht naar aanleiding van deze episode. Het bevatte 21 tracks, waarbij uitgebreidere en nog niet uitgezonden nummers werden afgewisseld met nummers die alleen op dit album zouden verschijnen. Er werden drie versies van het album uitgebracht, alle met een andere graad van censuur.

### Tracklist
1. South Park Theme (Primus) – 0:41
2. Nowhere to Run (Ozzy Osbourne/DMX/Ol' Dirty Bastard/The Crystal Method) – 4:40
3. Chocolate Salty Balls (P.S. I Love You) (Chef) – 3:55
4. Brad Logan (Rancid) – 2:16
5. Come Sail Away (Eric Cartman) – 5:12
6. Kenny's Dead (Master P) – 3:24 (Eerbetoon aan Freddie's Dead door Curtis Mayfield op de Super Fly Soundtrack)[4]
7. Simultaneous (Chef) – 3:17
8. Will They Die 4 You (Remix) (Mase/Puff Daddy/Lil' Kim/System of a Down) – 3:52
9. Hot Lava (Perry Farrell and DVDA) – 3:50
10. Bubblegoose (Remix) (Wyclef Jean with Stan, Kyle, Kenny and Cartman) – 2:52
11. No Substitute (Chef) – 4:47
12. Wake Up Wendy (Elton John) – 5:58
13. Horny (Mousse T. vs. Hot 'N' Juicy) – 3:31
14. Huboon Stomp (Devo) – 3:21
15. Love Gravy (Rick James and Ike Turner) – 4:01
16. Feel Like Makin' Love (Ned Gerblansky) – 3:26
17. The Rainbow (Ween) – 2:45
18. Tonight Is Right for Love (Chef and Meat Loaf) – 3:03
19. It's a Rockin' World (Joe Strummer featuring Tom Morello on guitar) – 2:31
20. Mephisto and Kevin (Primus) – 5:18
21. Mentally Dull (Think Tank Remix) (Vitro featuring the cast of South Park Remixed by Paul Robb) – 4:34

Direct na Mentally Dull, volgt Kyle's Mom is a Stupid Bitch in D Minor als bonustrack. Het is de originele versie van Kyle's Mom... uit de aflevering Mr. Hankey, the Christmas Poo (in tegenstelling tot de later filmversie uit South Park: Bigger, Longer & Uncut, uitgebracht in 1999).

## Kenny's dood
Ozzy Osbourne bijt tijdens het benefietconcert Kenny's hoofd eraf.